# Trojański
Trojański – polski herb szlachecki, znany jedynie z pięciu wizerunków pieczętnych.

## Opis herbu
Opis z wykorzystaniem zasad blazonowania, zaproponowanych przez Alfreda Znamierowskiego:
W polu pół toczenicy na której zaćwieczony krzyż na kształt litery T, w niej półksiężyc. Barwy nieznane.
Klejnot: trzy pióra strusie.

## Najwcześniejsze wzmianki
Pieczęci T., S., M., S. i J. Trojańskich z 1563.

## Herbowni
Ponieważ herb Trojański był herbem własnym, prawo do posługiwania się nim przysługuje tylko jednemu rodowi herbownemu:
Trojański.